# Rollergirl
Rollergirl, pseudonimo di Nicole Safft (Lünen, 19 novembre 1975), è una cantante tedesca ricordata principalmente per i suoi singoli dance del 1999 Dear Jessie, liberamente ispirato all'omonima traccia di Madonna, e Love U More, una cover dei Sunscreem, entrambi entrati nella top 20 in Germania.

## Biografia
Nicole Safft è nata a Lünen nel 1975. Dopo aver conosciuto Alex Christensen sull'isola di Maiorca, iniziò a incidere con lui i suoi primi singoli nel 1999 come Rollergirl (pseudonimo ispirato all'omonimo personaggio di Boogie Nights - L'altra Hollywood, interpretato da Heather Graham). Il debutto di Rollergirl Dear Jessie, cover del brano di Madonna pubblicato dieci anni prima, salì alla posizione numero 13 della classifica tedesca. L'artista, all'inizio, non voleva apparire pubblicamente: nel videoclip, della canzone, infatti, al posto suo, si vede la coreografa Julie Pecquet. Tuttavia Rollergirl rivelò il proprio aspetto al pubblico a partire dalle uscite seguenti. Lo stesso anno pubblicò Love U More, inseritosi alla posizione numero 19 della graduatoria tedesca, e il suo unico album in studio Now I'm Singin'...and the Party Keeps on Rollin', del quale verrà pubblicata una versione riaggiornata con nuovi brani. I successivi singoli Eternal Flame del 2000, un'interpretazione delle Bangles, Superstar del 2001 e Geisha Dreams del 2002, si fermarono nella top 40.

## Vita privata
Nel 2002, Rollergirl ha sposato Christensen. La coppia ha un figlio.

## Discografia

### Album in studio
- 1999 – Now I'm Singin'...and the Party Keeps on Rollin'

### Singoli
- 1999 – Dear Jessie
- 1999 – Love U More
- 2000 – Eternal Flame
- 2000 – You Make Me Feel Like Dancing
- 2001 – Superstar
- 2001 – Close to You
- 2002 – Geisha Dreams
- 2003 – In the Name of Love
- 2003 – Beautiful Day